# 落合芳幾

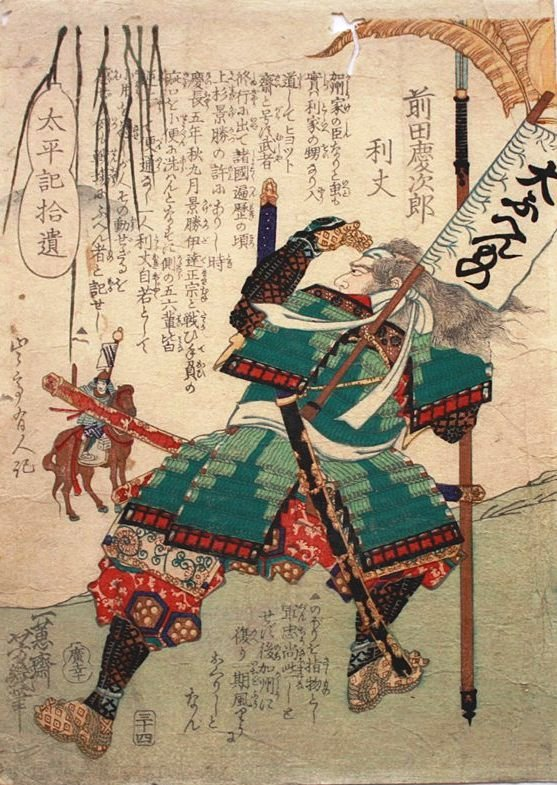
前田庆次，落合芳幾画

落合芳几（日语：／，1833年—1904年2月6日）是活跃于幕末到明治时期的浮世绘师。
姓落合，名几次郎。画姓歌川。画号是一惠斋、一斋、炖菜、朝霞楼、洒落斋、炖菜阿弥等。在歌川国芳的门下，月冈芳年是他的兄弟弟子。曾作为浮世绘师将芳年和人气一分为二，但作为一名新闻工作者，又作为插画画家参与了报纸的发行。